# Улица Хорива
У́лица Хори́ва — улица в Подольском районе города Киева. Пролегает от улицы Верхний Вал и Житнеторжской площади до улицы Набережно-Крещатицкой. К улице Хорива примыкают улицы Притиско-Никольская, Константиновская, Межигорская, Волошская, Почайнинская и переулок Хорива.

## История
Улица Хорива — одна из древнейших в Киеве. Улица под таким названием существовала на Подоле ещё со времён Киевской Руси. Её зафиксирировали на плане города 1803 года, а после пожара 1811 года и перепланирования Подола по проекту петербургского архитектора В. Гесте улица была проложена по её современной линии.
В XIX—XX столетиях улица называлась «Хорева́» или «Хорева́я». В 1982 году название улицы уточнено на «улица Хори́ва» в честь одного из летописных братьев-основателей Киева, брата Кия, Щека и Лыбеди.

## Застройка
На улице Хорива в значительной мере сохранилась застройка середины и конца XIX столетия. Тут селились зажиточные подольские мещане. В средней части улицы встречаются более современные дома — доходные дома 1910-х годов или возведённые по индивидуальным проектам в 1980-х годах (№ 22/28, № 32, № 34). Конечная часть улицы с чётной стороны застроена комплексом так называемых «прибалтийских» домов, возведённых по спецпроекту в конце 1980-х годов.
В доме 13/11 жил архитектор А. Меленский (предположительно автор проекта этого дома)

## Транспорт
- Станция метро «Контрактовая площадь»

## Почтовый индекс
04071